# Bébé sur mesure
Un bébé sur mesure (ou bébé à la carte) est un enfant conçu par fécondation in vitro et sélectionné génétiquement dans le but d’assurer la présence ou l’absence d’un gène particulier ou d’une caractéristique particulière. Il est parfois sélectionné pour être un bébé-médicament.
C’est en Californie que le docteur Jeffrey Steinberg fait de la sélection des embryons un business pour la première fois avec la création d’un programme de sélection génétique en fondant le New York Fertility Institute en 1986. L'institut propose aux couples des fécondations in vitro et monnaye jusqu'à 40 000 dollars le don d'ovocytes.
Le livre « Bébés sur mesure », publié par Blanche Streb début 2018, décrit les récentes évolutions scientifiques et médicales dans le domaine de la procréation artificielle, et analyse les enjeux éthiques de ces évolutions.

## Implications éthiques
Certains auteurs font valoir que si les technologies de modification génétiques sont un jour sécuritaires et efficaces, l’autonomie des parents implique qu’on leur laisse un maximum de latitude dans le choix des caractéristiques génétiques pour leurs enfants.
À l’opposé, des éthiciens estiment que la conception de bébés sur mesure et l’augmentation des capacités soulèvent des questions éthiques et sociales fondamentales qui devraient être débattues dans l’espace public.

### Débats sur  un bébé de mesure
Bien que la plupart des interventions soient actuellement limitées à la prévention de maladies génétiques graves, certaines avancées en matière de génie génétique ont soulevé des préoccupations éthiques et sociales. L'idée d'un "bébé parfait" personnalisé, en fonction des désirs des parents, pose la question du respect de la diversité humaine et des conséquences potentielles d'une telle sélection sur la société. Selon un article publié dans Nature, les récentes percées en matière de CRISPR et d'édition génomique ont conduit à des discussions sur la régulation de ces pratiques à l'échelle mondiale, soulignant l'importance d'un débat public sur les limites éthiques de la modification de l'ADN humain (Smith, 2021).
Le concept de dignité humaine occupe une place essentielle dans les discussions sur la modification génétique. Selon certains penseurs éthiques, intervenir sur les embryons pour sélectionner des traits non liés à la santé porte atteinte à la dignité intrinsèque de l’enfant, qui risque alors d’être perçu comme un "objet" ou un "produit" façonné selon des critères prédéfinis.

### Implications religieuses et philosophiques
Dans certaines traditions religieuses, altérer la génétique d’un embryon pour des raisons non médicales est souvent perçu comme une violation du principe selon lequel la vie humaine est un don divin. Bien que les points de vue puissent diverger, il existe généralement une réticence à approuver la sélection de caractéristiques, notamment lorsqu’elle ne vise pas à prévenir une maladie grave.

## CRISPR-Cas9
La génétique moléculaire a fait un grand progrès avec la technique CRISPR-Cas9, suggérant la possibilité de modifier le génome des cellules humaines.